# Факторен анализ
Факторният анализ е клон от приложната математика, създаден от Чарлс Спирмън за анализиране на резултатите от различни тестове за интелигентност. Най-общо този статистически метод цели да открои факторите, които са общи за множество от променливи, между които съществуват корелации. При прилагането на различни задачи се установява, че резултатите не се разпределят случайно, а между тях съществуват определени отношения: при ученик с много добри оценки по латински и геометрия и лоши оценки по рисуване се приема интуитивно, че първите се дължат на способността за логическо мислене, което няма отношение към рисуването. Но за да се твърди това, е необходимо обективно потвърждение. Факторният анализ предоставя такова потвърждение. Благодарение на тази техника Спиърмън доказва съществуването на обща способност (наречена от него фактор G), която съставлява умствената енергия и може да се приравни с интелигентността. Измежду най-наситените с фактора G тестове са Прогресивните матрици на Джеймс Рейвън.
Практическото прилагане на факторен анализ започва с проверката на неговите условия. Задължителните условия за факторен анализ включват:
всички знаци трябва да бъдат количествени;
Броят на наблюденията трябва да бъде поне два пъти по-голям от броя на променливите;
пробата трябва да бъде еднаква;
първоначалните променливи трябва да бъдат разпределени симетрично;
факторен анализ се извършва чрез корелация на променливите.
Анализът на факторите позволява да се решат два важни проблема на изследователя: да се опише цялостно и същевременно компактно обектът на измерване. С помощта на факторен анализ е възможно да се идентифицират скритите променливи, които са отговорни за наличието на линейни статистически корелации между наблюдаваните променливи.